# Trichoscypha cavalliensis
Trichoscypha cavalliensis är en sumakväxtart som beskrevs av Aubrev. & Pellegr.. Trichoscypha cavalliensis ingår i släktet Trichoscypha och familjen sumakväxter. Inga underarter finns listade i Catalogue of Life.